# Nassau Bay
Nassau Bay é uma cidade localizada no estado norte-americano do Texas, no Condado de Harris.

## Demografia
Segundo o censo norte-americano de 2000, a sua população era de 4170 habitantes. Em 2006, foi estimada uma população de 4055 habitantes, um decréscimo de 115 habitantes (-2.8%).

## Geografia
De acordo com o United States Census Bureau tem uma área de 4,4 quilômetros quadrados, dos quais 3,4 quilômetros quadrados cobertos por terra e 1,0 quilômetro quadrado cobertos por água.

## Localidades na vizinhança
O diagrama seguinte representa as localidades num raio de 8 quilômetros ao redor de Nassau Bay.